# Шато Лафит-Ротшильд

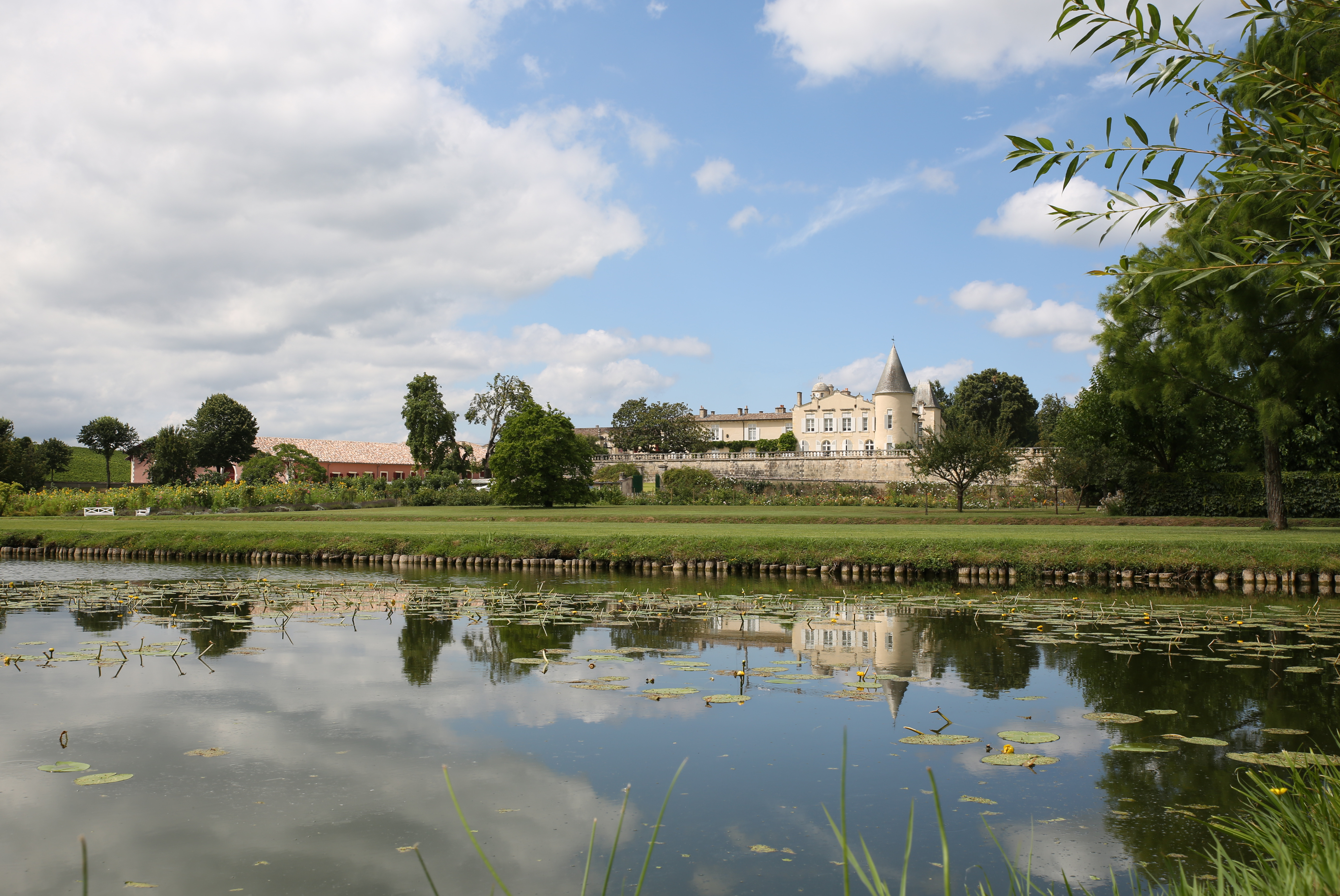
Общий вид хозяйства

Шато Лафит-Ротшильд (фр. Château Lafite-Rothschild) — французское винодельческое хозяйство (шато) аппелласьона Пойяк. До 1868 года именовалось Шато Лафит и ещё в XVIII веке производило красные вина, высоко котировавшиеся по всей Европе под названием лафита. Расположено в коммуне Пойяк (Pauillac) винодельческого района Верхний Медок, который относится к региону Бордо.
Согласно «Официальной классификации вин Бордо 1855 года» относится к наивысшей категории винодельческих хозяйств: premiers grands crus classés. Среди производителей красных вин тот же статус имеют шато Марго, шато Латур, шато О-Брион и шато Мутон-Ротшильд.
Входит в винодельческий холдинг, принадлежащий французской ветви семьи Ротшильд,  — «Domaines Barons de Rothschild». Производит два красных вина с собственных виноградников: Château Lafite-Rothschild (основное или «первое» вино хозяйства) и Carruades de Lafite («второе» вино хозяйства).
До 1993 года на карте Парижа имелась улица Шато-Лафит, названная в честь этой винодельни.

## История

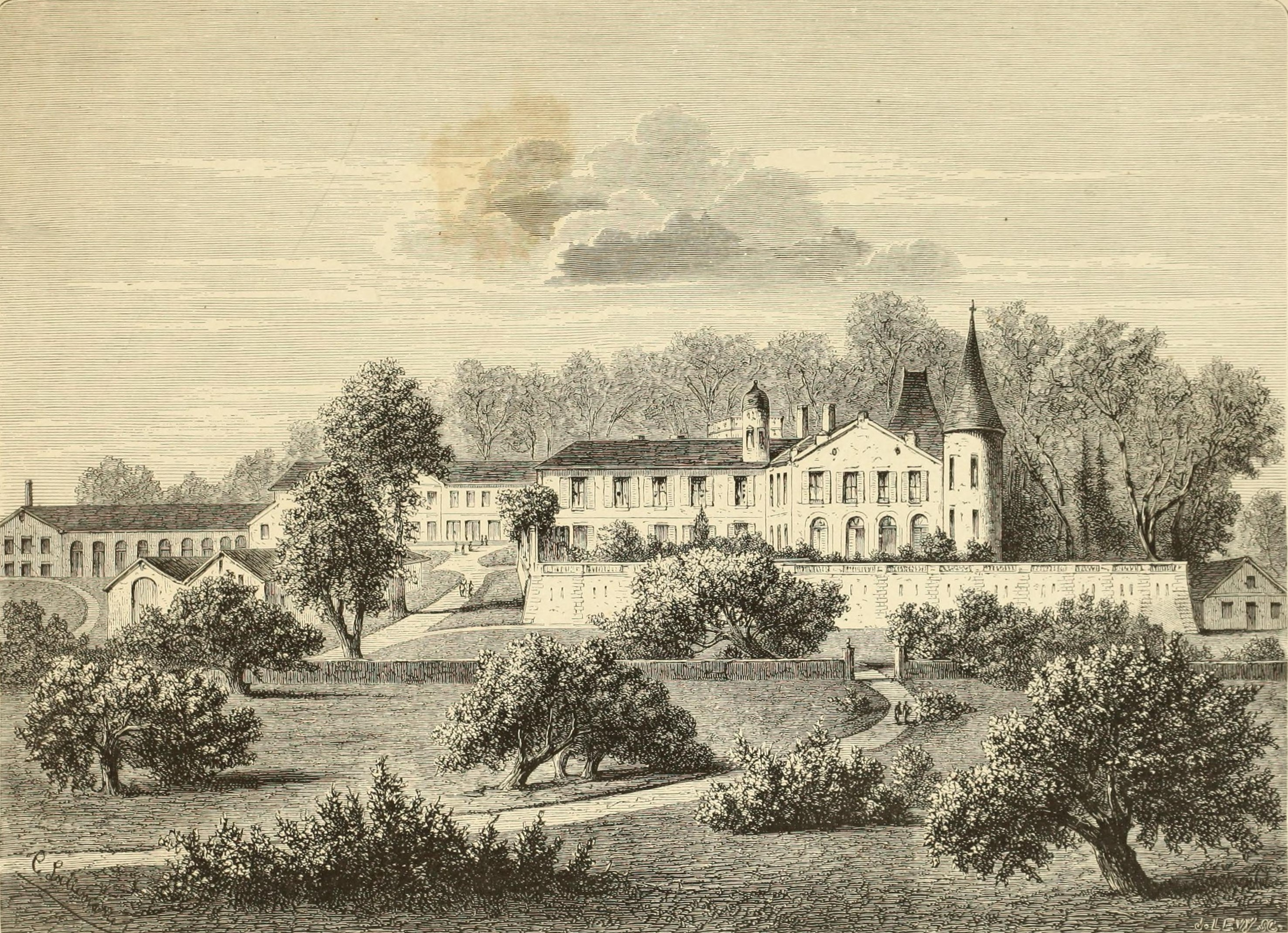
Шато Лафит на гравюре 1838 года

Имение получило название от своих бывших владельцев — дворянского рода La Fite, угасшего в 1740 году. После осушения болот Медока голландцами (середина XVII века) здесь стало возможным виноградарство. В это время имение приобрело знатное семейство Сегюров. Высадка первых лоз произошла на рубеже 1670-х и 1680-х при Жаке де Сегюре.
С 1716 года развитием хозяйства занимался его сын маркиз Николя-Александр де Сегюр, владевший лучшими виноградниками Медока (включая Латур и Мутон), за что получил от Людовика XV прозвание «князя вин». Он наладил выпуск кларетов нового типа, предполагавших выдержку в барриках и не содержавших (обычной прежде) примеси белого винограда.
Внимание версальского двора к винам из Лафита привлёк маршал Ришельё, восхвалявший их пользу для здоровья. Будучи назначен губернатором Гиени (1755), он консультировался перед дальней поездкой с доктором из Бордо, который рекомендовал ему вино из Лафита как «самый прекрасный из тонизирующих напитков». По возвращении в Версаль король Людовик XV сказал ему: «Маршал, Вы выглядите на двадцать пять лет моложе, чем когда уезжали в Гиень». На что маршал ответил: «Ваше Величество ещё не знает, что я давным-давно открыл источник молодости? Я узнал, что вина хозяйства Шато Лафит настолько же полезны для здоровья и столь же восхитительны на вкус, как амброзия богов Олимпа». Так лафиты удостоились королевского внимания и обрели популярность при версальском дворе.

У маркиза де Сегюра не было сыновей, так что после его смерти хозяйство было разделено поровну между его четырьмя дочерями. В раздел попали и Латур с Лафитом, несмотря на то, что общее управление обоими хозяйствами продолжалось ещё несколько десятилетий. В итоге имение Лафит было унаследовано графом Николя-Мари-Александром де Сегюром — сыном старшей дочери маркиза, которая вышла замуж за своего двоюродного брата Александра (в 1755-66 гг. прево Парижа). В 1784 году, накопив долгов, граф был вынужден продать усадьбу своему родственнику Николя Пьеру де Ришару, председателю Бордосского парламента. 

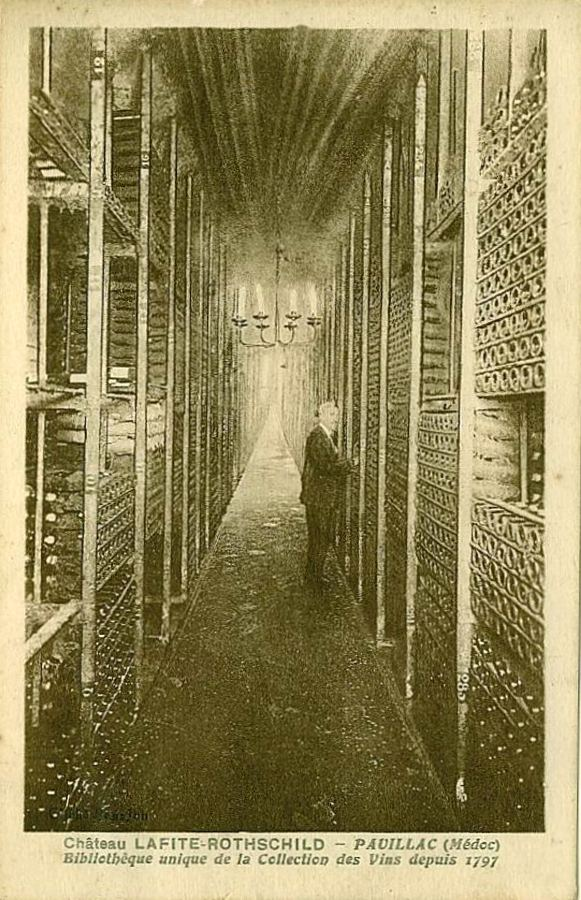
Винотека имения в начале XX века

В 1818 году имение приобрела вдова Иньяса-Жозефа Ванлерберга, который сколотил себе состояние, снабжая французскую армию зерном в годы Директории. Не желая афишировать данную покупку, мадам Ванлерберг записала имение на приглашённого из Британии управляющего — сэра Сэмюэла Скотта. Её старшая дочь вышла замуж за генерала Жана Раппа, однако виноградники унаследовал сын Эме-Эжен. Лишь после его смерти в 1866 году сделалось достоянием гласности, что шато Лафит принадлежало Ванлербергам.
Будучи выставленным на торги, имение было куплено 8 августа 1868 года бароном Джеймсом де Ротшильдом, главой французской ветви банкирского дома Ротшильдов. Барон умер через три месяца после совершения сделки, а хозяйство перешло в собственность его трех сыновей: Альфонса, Густава и Эдмона. К тому времени хозяйство владело 74 гектарами виноградников. Как знак, приветствующий приход нового владельца, 1868 год урожая был отмечен рекордно высокой ценой — 6 250 франков за бочку объёмом 900 литров. К счастью для новых владельцев, «золотой век» вин Медока продолжался ещё 15 лет после приобретения имения.
Нашествие виноградной тли и серая плесень неблагоприятно сказались на состоянии виноградников. Первая мировая война и Великая депрессия 1930-х годов привели к обвальному падению цен на вина Старого Света. Особенно страдая от серой плесени, хозяйство на протяжении ряда лет (с 1882 по 1886, 1910, 1915) вынуждено было отказаться от выпуска вин, чтобы не рисковать своей репутацией.
Для борьбы с распространившимися подделками шато Лафит одним из первых в Бордо отказалось от услуг негоциантов, прежде закупавших у производителей вино бочками, и объявило о том, что будет разливать его в бутылки непосредственно в самом хозяйстве. Во время обвала цен, вызванного Великой депрессией, пришлось сокращать не только выпуск вина, но и площади виноградников. Всего лишь несколько урожаев этого проблемного периода были отмечены знатоками в качестве превосходных по качеству (1899, 1900, 1906, 1926 и 1929 годы).
В 2003 году шато Лафит-Ротшильд проиграло процесс против бордоского шато Лафитт (Château Lafitte), которое ежегодно выпускает  порядка 300 000 бутылок сравнительно дешёвых вин. Поскольку сходство имён вводит менее искушённых покупателей в заблуждение, Ротшильды настаивали на запрете выпуска вин под маркой Lafitte.

## Виноделие
Виноградники хозяйства общей площадью 103 гектара удачно расположены по отношению к солнцу на трёх основных площадках: на склонах холмов вокруг усадебного дома, на прилегающем с запада участке Каррюад  (Carruades) и на 4,5 гектарах, соседствующих с коммуной Сент-Эстеф. Общая площадь хозяйства составляет 178 гектаров. Почва состоит из мелкого песчаника, смешанного с гравием, который лежит на мощном базовом слое из известняка. Почвы отличаются хорошим дренажем.
Сорта винограда, выращиваемые в хозяйстве: Каберне Совиньон — 71 %, Мерло — 25 %, Каберне Фран — 3 %, Пти Вердо — 1 %. Средний возраст лоз по состоянию на 2008 год составлял 30 лет. Для первого вина хозяйства виноград собирается только с самых старых и, соответственно, менее урожайных лоз (некоторым из которых не менее полувека). В хозяйстве также плодоносят лозы, именуемые Ла Гравьер (La Gravière), посаженные ещё в 1886 году.

### Вина

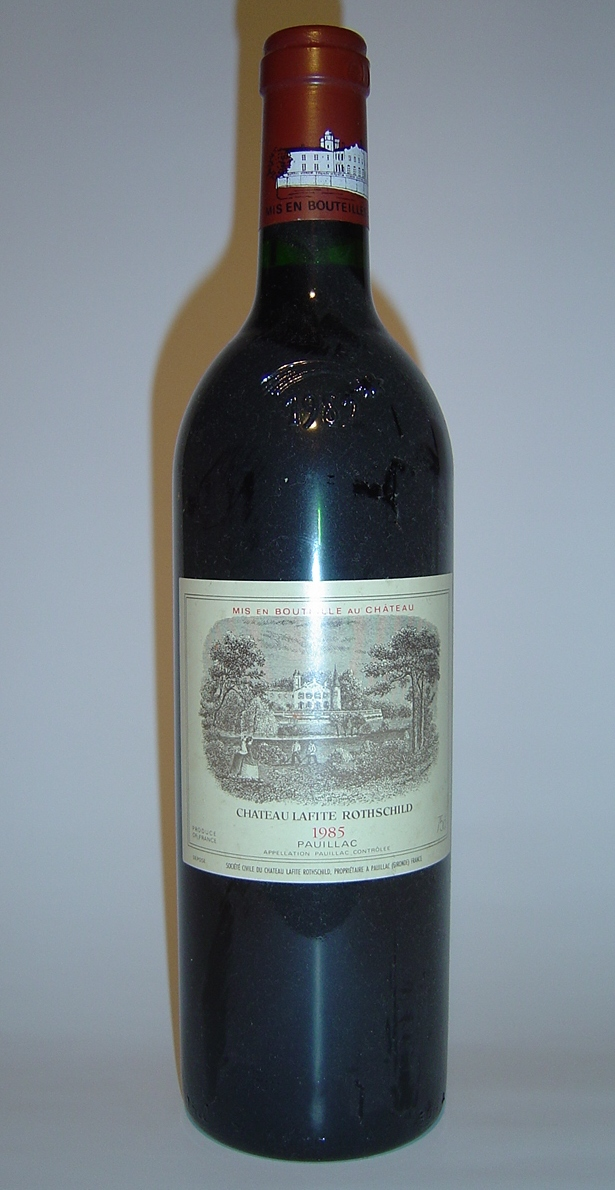
Château Lafite-Rothschild — основное вино хозяйства

- Château Lafite-Rothschild — основное или «первое» вино хозяйства.  Сортовой состав вина варьируется в зависимости от урожая: Каберне Совиньон от 80 до 95 %, Мерло от 5 до 20 %, Каберне Фран и Пти Вердо до 3 %. Правда, в отдельные годы (например, 1961 и 1994) вино практически на 100% производится из каберне-совиньона. Вино выдерживается только в новых дубовых бочках, а продолжительность выдержки варьируется от 18 до 20 месяцев. Среднее количество производимого вина составляет от 15 000 до 25 000 ящиков в год (порядка 150 000 бутылок).
- Carruades de Lafite (до конца 1980-х Moulin des Carruades) — «второе» вино хозяйства. Производится из винограда, собранного с виноградников Каррюад, приобретенных в 1845 году. Сортовой состав вина (в зависимости от урожая): Каберне Совиньон от 50 до 70 %, Мерло от 30 до 50 %, Каберне Фран и Пти Вердо до 5 %. Вино выдерживается как в новых (10-15 %), так и в двухгодичных дубовых бочках, а продолжительность выдержки составляет 18 месяцев. Среднее количество производимого вина составляет от 20 000 до 30 000 ящиков в год (порядка 180 000 бутылок).

## Рейтинги
- 2005 — 98 баллов по «The Wine Advocate»; 98 баллов по «Wine Spectator»
- 2004 — 95 баллов по «The Wine Advocate»; 93 баллов по «Wine Spectator»
- 2003 — 100 баллов по «The Wine Advocate»; 96 баллов по «Wine Spectator»
- 2002 — 94 баллов по «The Wine Advocate»; 95 баллов по «Wine Spectator»
- 2001 — 94 баллов по «The Wine Advocate»; 96 баллов по «Wine Spectator»
- 2000 — 100 баллов по «The Wine Advocate»; 100 баллов по «Wine Spectator»
- 1999 — 95 баллов по «The Wine Advocate»; 95 баллов по «Wine Spectator»
- 1998 — 98 баллов по «The Wine Advocate»; 98 баллов по «Wine Spectator»
- 1997 — 94 баллов по «The Wine Advocate»; 96 баллов по «Wine Spectator»
- 1996 — 100 баллов по «The Wine Advocate»; 96 баллов по «Wine Spectator»
- 1982 — 100 баллов по «The Wine Advocate»; 100 баллов по «Wine Spectator»